# Аеродром Атина
Међународни аеродром „Елефтериос Венизелос” Атина (грч. Διεθνής Αερολιμένας Αθηνών «Ελευθέριος Βενιζέλος»; : , : ) је главна ваздушна лука грчке престонице Атине, удаљена од ње 20 километара источно. То је далеко најпрометнији аеродром у Грчкој — 2018. године овде је превезено преко 24 милиона путника. По томе атински аеродром спада међу 30 највећих аеродрома у Европи.
Међународни аеродром у Атини је тренутно члан Групе 1 Међународног савета аеродрома (преко 25 милиона путника). Закључно са 2024., то је 16. најпрометнији аеродром у Европи и други најпрометнији и други по величини на Балкану, после аеродрома у Истанбулу.
Нови међународни аеродром у Атини простире се на 64,7 км2, што га чини једним од највећих у Европи и свету по површини.

## Авио-компаније и дестинације
Следеће авио-компаније обављају редовне и чартер летове на аеродрому у Атини:
| Airlines                      | Destinations |
| ----------------------------- | --- |
| Aegean Airlines               | Alexandria, Alexandroupoli, Amman–Queen Alia, Amsterdam, Barcelona, Beirut, Belgrade, Berlin, Bologna, Brussels, Bucharest–Otopeni, Budapest, Cairo, Chania, Chios, Chișinău, Copenhagen, Corfu, Dubai–International, Dublin, Düsseldorf, Edinburgh, Eindhoven, Erbil, Frankfurt, Geneva, Hamburg, Helsinki, Heraklion, Ioannina, Istanbul, İzmir, Jeddah, Kavala, Kefalonia, Kos, Kraków, Larnaca, Lemnos, Lisbon, Ljubljana, London–Heathrow, Luxembourg, Luxor (begins 13 October 2025), Madrid, Malta, Manchester, Marrakesh, Milan–Malpensa, Munich, Mykonos, Mytilene, Naples, Nice, Oslo, Paris–Charles de Gaulle, Prague, Rhodes, Riyadh, Rome–Fiumicino, Samos, Santorini, Sharm El Sheikh (resumes 14 October 2025), Skopje, Sofia, Stockholm–Arlanda, Strasbourg, Stuttgart, Tbilisi, Tel Aviv, Thessaloniki, Tirana, Tunis, Venice, Vienna, Warsaw–Chopin, Yerevan, Zagreb, Zurich Seasonal: Abu Dhabi, Baku (resumes 23. мај 2025.), Basel/Mulhouse, Bilbao, Bordeaux, Catania, Dubrovnik, Florence, Gran Canaria, Hannover, Ibiza, Innsbruck, Kalamata, Lille, London–Gatwick, Lyon, Málaga, Marseille, Nantes, Olbia, Palermo, Palma de Mallorca, Pisa, Podgorica, Porto, Riga, Seville, Split, Tallinn, Toulouse, Valencia, Vilnius Seasonal charter: Banja Luka (resumes 18 June 2025), Sarajevo (resumes 17 June 2025) |
| Aer Lingus                    | Dublin |
| Air Albania                   | Tirana |
| Air Arabia                    | Sharjah |
| Air Baltic                    | Riga |
| Air Canada                    | Seasonal: Montréal–Trudeau, Toronto–Pearson |
| Air China                     | Beijing–Capital |
| Air Europa                    | Seasonal: Madrid |
| Air France                    | Paris–Charles de Gaulle Seasonal: Marseille, Nice, Toulouse |
| Air Haifa                     | Haifa |
| Air Mediterranean             | Seasonal charter: Benghazi, Damascus |
| Air Serbia                    | Belgrade Seasonal: Niš |
| Air Transat                   | Seasonal: Montréal–Trudeau, Toronto–Pearson |
| American Airlines             | Seasonal: Charlotte (begins 5 June 2025), Chicago–O'Hare, New York–JFK, Philadelphia |
| Arkia                         | Tel Aviv |
| Asiana Airlines               | Seasonal charter: Seoul–Incheon |
| Austrian Airlines             | Vienna |
| Bluebird Airways              | Tel Aviv |
| British Airways               | London–Heathrow |
| Brussels Airlines             | Brussels |
| Bulgaria Air                  | Sofia |
| Croatia Airlines              | Seasonal: Dubrovnik, Split, Zagreb |
| Cyprus Airways                | Larnaca |
| Delta Air Lines               | New York–JFK Seasonal: Atlanta, Boston |
| EasyJet                       | Basel/Mulhouse, Bordeaux, Geneva, Lisbon, London–Gatwick, London–Luton, Lyon, Manchester, Milan–Malpensa, Naples Seasonal: Alicante, Bristol, Edinburgh, Málaga, Nice, Palma de Mallorca, Paris–Orly |
| Egyptair                      | Cairo |
| El Al                         | Tel Aviv |
| Emirates                      | Dubai–International, Newark |
| Ethiopian Airlines            | Addis Ababa |
| Etihad Airways                | Abu Dhabi |
| Eurowings                     | Cologne/Bonn, Düsseldorf, Prague, Stuttgart |
| FLYYO                         | Seasonal charter: Tel Aviv |
| Gulf Air                      | Bahrain |
| Iberia                        | Madrid |
| Israir                        | Eilat, Tel Aviv |
| ITA Airways                   | Rome–Fiumicino |
| Jet2.com                      | Birmingham, London–Stansted, Manchester |
| Juneyao Air                   | Shanghai–Pudong |
| KLM                           | Amsterdam |
| Korean Air                    | Seasonal charter: Seoul–Incheon |
| Kuwait Airways                | Kuwait City |
| LOT Polish Airlines           | Warsaw–Chopin |
| Lufthansa                     | Frankfurt, Munich |
| Middle East Airlines          | Beirut |
| Neos                          | Tel Aviv |
| Norse Atlantic Airways        | Seasonal: Los Angeles (begins 3 June 2025), New York–JFK |
| Norwegian Air Shuttle         | Seasonal: Copenhagen, Helsinki Oslo, Stockholm–Arlanda |
| Olympic Air                   | Ikaria, Karpathos, Kythira, Leros, Milos, Naxos, Paros, Sitia, Skiathos, Skyros, Zakynthos |
| Oman Air                      | Muscat (resumes 1 September 2025) |
| Pegasus Airlines              | Istanbul–Sabiha Gökçen |
| Play                          | Seasonal: Reykjavík–Keflavík |
| Qatar Airways                 | Doha |
| Royal Jordanian               | Amman–Queen Alia |
| Ryanair                       | Bari, Bergamo, Bologna, Budapest, Charleroi, Dublin, Katowice, Lemnos, London–Stansted, Malta, Milan–Malpensa, Paphos, Rome–Fiumicino, Tel Aviv, Vienna Seasonal: Berlin, Catania, Chania, Cologne/Bonn, Corfu, Kraków, London–Luton, Santorini, Vilnius, Wrocław |
| Saudia                        | Seasonal: Jeddah, Riyadh |
| Scandinavian Airlines         | Copenhagen, Stockholm–Arlanda Seasonal: Gothenburg, Oslo |
| Scoot                         | Singapore |
| Sky Express                   | Alexandroupoli, Amsterdam, Astypalaia, Brussels, Chania, Chios, Corfu, Düsseldorf, Frankfurt, Heraklion, Ikaria, Istanbul, Kalymnos, Karpathos, Kastoria, Kefalonia, Kithira, Kos, Kozani, Larnaca, Lemnos, London–Gatwick, Milan–Malpensa, Milos, Munich, Mykonos, Mytilene, Naxos, Paris–Charles de Gaulle, Paros, Prague, Rhodes, Rome–Fiumicino, Samos, Santorini, Skiathos, Sofia, Syros, Tbilisi, Thessaloniki, Tirana, Vienna, Warsaw–Chopin, Yerevan, Zakynthos |
| SkyUp Airlines                | Chișinău (begins 19 May 2025) |
| Swiss International Air Lines | Geneva, Zurich |
| TAROM                         | Bucharest–Otopeni |
| Transavia                     | Amsterdam, Eindhoven, Marseille Paris–Orly Seasonal: Lyon, Montpellier, Nantes |
| Turkish Airlines              | Istanbul |
| United Airlines               | Seasonal: Chicago–O'Hare, Newark, Washington–Dulles |
| Volotea                       | Lyon, Marseille, Nantes, Naples, Venice Seasonal: Bari, Bilbao, Brest, Cagliari, Dubrovnik, Lille, Palermo, Santorini, Split, Strasbourg, Toulouse |
| Vueling                       | Barcelona |
| Wizz Air                      | Bucharest–Otopeni, Budapest, Chișinău (resumes 28 October 2025), Katowice, Kutaisi, Larnaca, London–Gatwick, London–Luton, Tel Aviv, Tirana, Venice |
| World2Fly                     | Seasonal charter: Madrid (begins 13 June 2025) |